# Ma Lin
Ma Lin (chiń. upr. 马琳; chiń. trad. 馬琳; pinyin Mǎ Lín; ur. 19 lutego 1980 w Shenyang) – chiński tenisista stołowy, trzykrotny mistrz olimpijski, dziewięciokrotny mistrz świata, sześciokrotny zwycięzca pucharu świata. Po zakończeniu kariery zawodniczej w grudniu 2013 roku, Ma Lin został trenerem, najpierw drużyny prowincji Guangdong, następnie od 2017 był trenerem w chińskiej męskiej kadrze narodowej. Na przełomie 2018 i 2019 roku dołączył jako trener do chińskiej żeńskiej kadry narodowej.

## Sukcesy

### Igrzyska olimpijskie
Na podstawie.
- 2008 – złoty medal (gra pojedyncza)
- 2008 – złoty medal (drużynowo)
- 2004 – złoty medal (gra podwójna)

### Mistrzostwa świata
Na podstawie.
- 2013 – srebro (gra podwójna)
- 2012 – złoto (drużynowo)
- 2011 – srebro (gra podwójna)
- 2010 – złoto (drużynowo)
- 2009 – brąz (gra pojedyncza)
- 2008 – złoto (drużynowo)
- 2007 – złoto (gra podwójna)
- 2007 – srebro (gra pojedyncza)
- 2007 – srebro (gra podwójna mieszana)
- 2006 – złoto (drużynowo)
- 2005 – srebro (gra pojedyncza)
- 2005 – brąz (gra podwójna)
- 2004 – złoto (drużynowo)
- 2003 – brąz (gra podwójna)
- 2003 – złoto (gra podwójna mieszana)
- 2001 – brąz (gra pojedyncza)
- 2001 – złoto (drużynowo)
- 2000 – srebro (drużynowo)
- 1999 – złoto (gra podwójna mieszana)
- 1999 – srebro (gra pojedyncza)

### Puchar świata
Na podstawie.
- 2011 – złoto (drużynowo)
- 2007 – złoto (drużynowo)
- 2006 – złoto (gra pojedyncza)
- 2005 – brąz (gra pojedyncza)
- 2004 – złoto (gra pojedyncza)
- 2003 – złoto (gra pojedyncza)
- 2000 – złoto (gra pojedyncza)